# Ricardo Aparicio y Aparicio
Ricardo Aparicio y Aparicio (Enguera, 1860 - Aguilar de la Frontera, 3 de mayo de 1939) fue un político español. Terrateniente miembro del Partido Liberal, fue elegido diputado al Congreso por el distrito de Chelva en las elecciones generales de 1905 en sustitución de Gil Roger Vázquez, pero no llegó a presentar la credencial para tomar posesión del escaño. En las elecciones generales de 1910 fue elegido diputado por el distrito de Córdoba. Fue gobernador civil de Badajoz, Granada y Alicante, y alcalde de Aguilar de la Frontera.
Su hijo Rafael Aparicio de Arcos (Aguilar de la Frontera, 1893 - Córdoba, 1936) fue abogado y político miembro del Partido Socialista Obrero Español, alcalde de Aguilar de la Frontera y diputado provincial; murió fusilado por las tropas franquistas el 17 de agosto de 1936. Su otro hijo José Aparicio de Arcos fue también abogado, miembro de la Confederación Española de Derechas Autónomas, tuvo responsabilidades políticas locales y después del triunfo franquista en la Guerra Civil fue Juez Instructor Militar Especial, encargado precisamente de los procesos contra los miembros de la izquierda política detenidos en la provincia de Córdoba.